# TPX security
tpx Security es una empresa Mexicana que ofrece servicios de seguridad informática con sede en  Aguascalientes, México y Guatemala. 'tpx' viene del acrónimo  "The Power X" en honor a los  Hackers de la  Generación X, que fundaron y crearon la cultura hacker. 

## Historia.
Fue creada en 2007 por un grupo de estudiantes de sistemas en el estado de Chiapas, como una empresa de desarrollo y administración de sistemas Linux.  
En el año 2016, fue referencia para colaborar con información sobre un backdoor encontrado en más de 700 millones de teléfonos celulares en china. El País. Durante el año 2017, Rafael Bucio, actual director de tpx Security fue entrevistado para hablar sobre las investigaciones y descubrimientos  Pegasus (spyware) revelando que hay numerosas agencias que actúan como proveedores y revenden esta herramienta .El País
En el Mes de Mayo de 2017, tpx Security realizó una investigación dando datos en tiempo real del  Ransomware: WannaCry, el cual fue registrado como uno de los ataques más grandes a nivel mundial, esta investigación ayudó a compañías, instituciones y bancos a estar preparados ante el esparcimiento de este ciberataque global.